# Fundo Sesmarias
O Fundo Sesmarias é um fundo do Arquivo Nacional, que reúne itens relacionados a sesmarias no Brasil. Os itens, de 1714 a 1888, incluem cartas e autos para a concessão e demarcação de terras, entre outros, que dão uma lastro documental à formação territorial brasileira e foram considerados de importante "relevância jurídica".
O inventário analítico do fundo foi publicado em 2002, organizado pela própria equipe do Arquivo Nacional.